# Morrisville (condado de Bucks, Pensilvania)
Morrisville es un borough ubicado en el condado de Bucks en el estado estadounidense de Pensilvania. En el censo del año 2010 tenía una población de 8,728 habitantes. Tiene una población estimada, a mediados de 2019, de 8,521 habitantes.

## Geografía
Morrisville se encuentra ubicado en las coordenadas 40°12′27″N 74°46′48″O / 40.20750, -74.78000.

## Demografía
Según la Oficina del Censo en 2000 los ingresos medios por hogar en la localidad eran de $43,095 y los ingresos medios por familia eran $53,316. Los hombres tenían unos ingresos medios de $40,204 frente a los $30,110 para las mujeres. La renta per cápita para la localidad era de $21,404. Alrededor del 10% de la población estaba por debajo del umbral de pobreza.